# Birth of the Cool
Birth of the Cool é um álbum que coleta 12 músicas gravadas pelo noneto de Miles Davis para a Capitol Records em 1949 e 1950.
Apresentando instrumentação incomum e diversos músicos notáveis, a música deste álbum se destacou pela inovação dos arranjos fortemente influenciados pela música clássica, e marca o principal desenvolvimento no jazz bebop.
Como o próprio título diz: “nascimento do cool”, essas gravações são consideradas precursoras do cool jazz.
| Críticas profissionais                                                      | Críticas profissionais |
| Avaliações da crítica                                                       | Avaliações da crítica  |
| Fonte                                                                       | Avaliação              |
| --------------------------------------------------------------------------- | ---------------------- |
| All Music Guide                                                             | [ 1 ]                  |
| Yahoo! Music                                                                | (favorable)            |
| All About Jazz                                                              | (favorable)            |
| MusicHound                                                                  | [ 4 ]                  |
| Q Magazine                                                                  | [ 5 ]                  |
| Penguin Guide to Jazz                                                       | [carece de fontes?]    |
| RS Album Guide                                                              | [ 6 ]                  |
| Warr.org                                                                    | [ 7 ]                  |
| Esta tabela precisa de ser acompanhada por texto em prosa. Consulte o guia. |                        |

## Origem e história das gravações

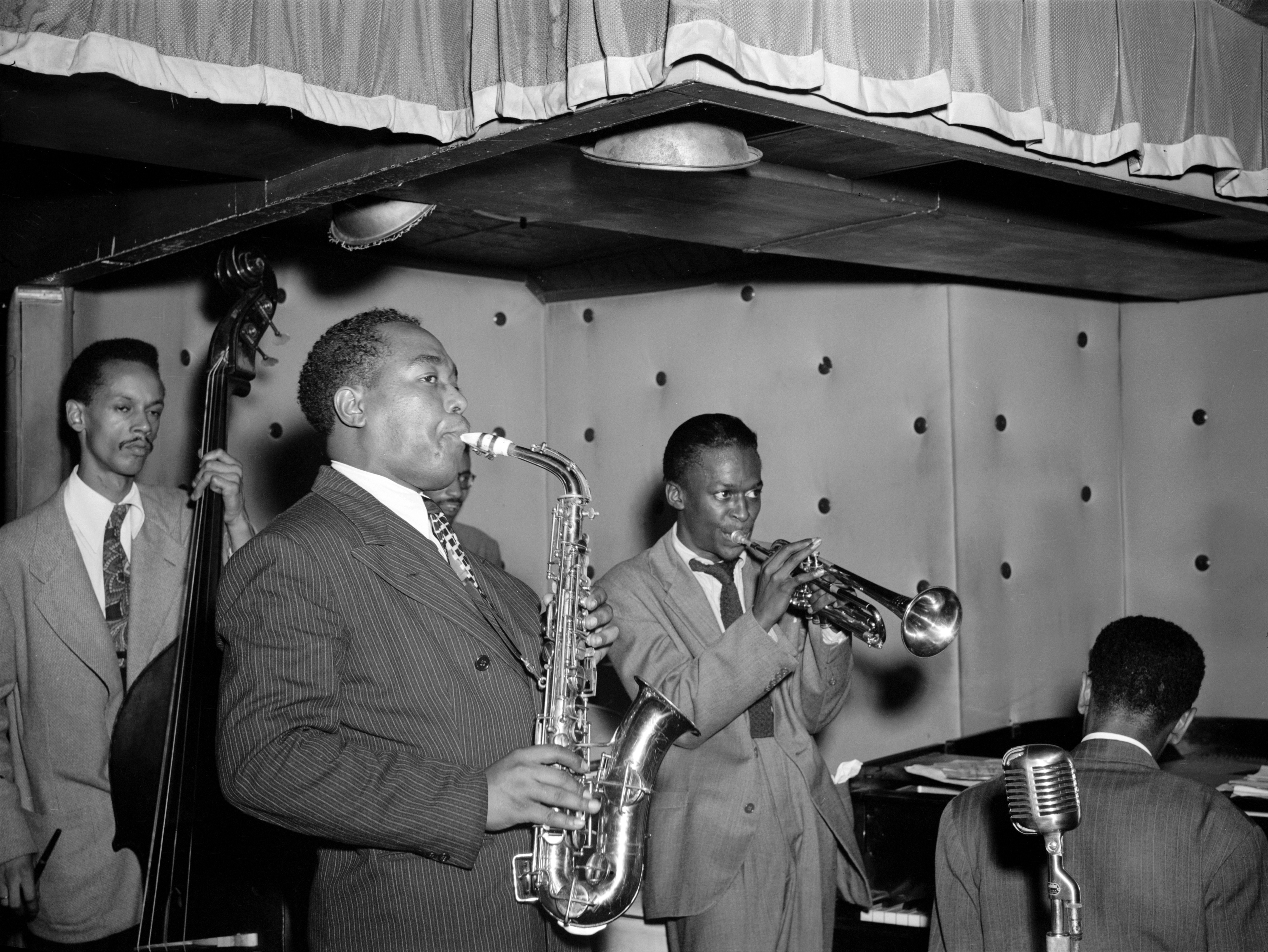
Charlie Parker, Tommy Potter, Miles Davis, Duke Jordan, Max Roach

Gil Evans contribuiu com alguns projetos para as sessões, atuando como um conselheiro para o grupo de músicos que se encontraram em seu pequeno apartamento em Nova York acima de uma lavanderia chinesa. Evans tinha ganhado reputação no mundo do jazz por seus arranjos de melodias bebop para a orquestra de Claude Thornhill. E Miles Davis estava à procura de um pequeno e alternativo grupo de músicos do típico jazz contemporâneo (ele próprio tinha sido membro do quinteto de Charlie Parker naquela época), e em 1947 começou a organizar um ainda indefinido grupo de músicos. Rapidamente, ensaios e experimentos começaram a ser realizados no ano seguinte.
Em 1948 o noneto se apresentou rapidamente ao vivo – os quais inicialmente foram contratados por duas semanas no fim de Agosto e no começo de Setembro no Royal Roost Club em Nova York. Inicialmente chamado como Miles Davis Band, o grupo era formado por Miles Davis (trompete), Mike Zwerin (trombone), Bill Barber (tuba), Junior Collins (trompa de pistão), Gerry Mulligan (saxofone barítono), Lee Konitz (saxofone alto), John Lewis (piano), Al McKibbon (baixo) e Max Roach (bateria). Dizzy Gillespie como vocalista, mas Kenny Hagood também cantou em algumas músicas. Raramente os arranjadores (Mulligan, Evans e Lewis) ganharam crédito por isso.
Eles retornariam ao Royal Roost Club no fim de Setembro, e as gravações de 4 e 18 de Setembro de 1948, seriam posteriormente incluídas no Disco de 1998 - Complete Birth of the Cool ao lado das outras faixas de estúdio. Eles tiveram uma curta permanência nos anos seguintes no Clique Club, mas o noneto não conseguiu ser um sucesso financeiramente e acabou se dispersando.
Em 1949, Miles Davis teve um contrato com o selo Capitol para gravar 12 músicas em singles de 78rpm. Ele reformulou o noneto para gravar três sessões em Janeiro e Abril de 1949 e Março de 1950. Davis, Konitz, Mulligan e Barber foram os únicos músicos que tocaram nas três sessões, embora a linha de instrumentação fosse constante (com exceção da omissão do piano em algumas músicas). Originalmente lançado como singles em 1953, oito das faixas foram compiladas em um vinil de 10’’ em uma série de álbuns da Capitol intitulada “Classics in Jazz”, e em 1957 um LP chamado Birth of the Cool adicionou as outras três faixas restantes (“Move”, “Budo” e “Boplicity”). A faixa final, “Darn That Dream” (a única música com vocais por Hagood), foi incluída com outras onze no LP de 1971 e também nos seus posteriores lançamentos.
A música de Birth of Cool foi original naquela época porque lançou-se em reação a proeminente forma do bebop para o jazz moderno. Mesmo que a mudança tenha sido exagerada (a maioria dos músicos saíram da cena bebop, mas muitos continuaram tocando nesse estilo por muito anos depois). Este disco, indubitavelmente, inspirou uma grande escola de músicos de jazz, particularmente na Califórnia, frequentemente chamada de cool school.

## Lista de Faixas (CD)
Arranjos pelo compositor, com exceção das descritas:
1. “Move” (Denzil Best, arranjo por John Lewis) – 2:32
2. "Jeru” (Gerry Mulligan) – 3:10
3. “Moon Dreams” (Chummy MacGregor, Johnny Mercer, arranjo por Gil Evans) – 3:17
4. “Venus de Milo” (Mulligan) – 3:10
5. “Budo” (Miles Davis, Bud Powell, arranjo por Lewis) – 3:17
6. “Deception” (Miles Davis, arranjo por Mulligan) – 2:32
7. “Godchild” (George Wallington, arranjo por Mulligan) – 3:07
8. “Boplicity” (Cleo Henry, i.e. Miles Davis e Evans, arranjo por Evans) – 2:59
9. “Rocker” (Mulligan) – 3:03
10. “Israel” (Johnny Carisi) – 2:15
11. “Rouge” (John Lewis) – 3:13
12. “Darn That Dream” (Eddie DeLange, James Van Heusen, arranjo por Mulligan) – 3:26

## Lista de faixas (LP)
lado A
1. "Jeru" (Gerry Mulligan) – 3:09
2. "Move" (Denzil Best, arranjo por John Lewis) – 2:29
3. "Godchild" (George Wallington, arranjo por Mulligan) – 3:02
4. "Budo" (Miles Davis, Bud Powell, arranjo por Lewis) – 2:28
5. "Venus de Milo" (Mulligan) – 3:05
6. "Rouge" (John Lewis) – 3:07

lado B
1. "Boplicity" (Cleo Henry, i.e. Davis e Gil Evans, arranjo por Evans) – 2:55
2. "Israel" (Johnny Carisi) – 2:12
3. "Deception" (Davis, arranjo por Mulligan) – 2:42
4. "Rocker" (Mulligan) – 2:59
5. "Moon Dreams" (Chummy MacGregor, Johnny Mercer, arranjo por Gil Evans) – 3:13
6. "Darn That Dream" (Eddie DeLange, James Van Heusen, arranjo por Mulligan) – 3:20 (faixa bônus adicionado em 1971)

### Datas das gravações
- Faixas 1, 2, 5, 7 – 21 de Janeiro de 1949
- Faixas 4, 8, 10, 11 – 22 de Abril de 1949
- Faixas 3, 6, 9, 12 – 9 de Março de 1950

Gravações feitas no show de rádio no Royal Roost Club em 1948: “Birth of Cool Theme” (Gil Evans), “Move”, “Why Do I Love You?” (DeSylva, Gershwin e Gershwin, vocais por Hagood), “Godchild”, “S’il Vous Plait” (John Lewis), “Moon Dreams” e “Budo”, gravados em 4 de Setembro, e “Darn That Dream” (vocais por Hagood), “Move”, “Moon Dreams” e “Budo” gravados em 18 de Setembro.

## Formação do Grupo
- Miles Davis – trompete (todas as faixas)
- Kai Winding – trombone (Janeiro de 1949)
- J.J Johnson – trombone (Abril de 1949, Março de 1950)
- Junior Collins – trompa de pistão (Janeiro de 1949)
- Sandy Siegelstein – trompa de pistão (Abril de 1949)
- Gunther Schüller – trompa de pistão (Março de 1950)
- Bill Barber – tuba (todas as faixas)
- Lee Konitz – saxofone alto (todas as faixas)
- Gerry Mulligan – saxofone barítono (todas as faixas)
- Al Haig – piano (Janeiro de 1949)
- John Lewis – piano (Abril de 1949, Março de 1950)
- Joe Shulman – baixo (Janeiro de 1949)
- Nelson Boyd – baixo (Abril de 1949)
- Al McKibbon – baixo (Março de 1950)
- Max Roach – bateria (Janeiro de 1949, Março de 1950)
- Kenny Clarke – bateria (Abril de 1949)
- Kenny Hagood – vocais (“Darn That Dream” somente)